# 후지시마 고스케
후지시마 코우스케(일본어: 藤島康介/ふじしま こうすけ, 1964년 7월 7일 - )는 일본의 만화가이고 도쿄도에서 태어났지만 지바현 출신이다.
1986년에 코믹 모닝게재의 "Making BE FREE!"로 데뷔했다.
대표작은 "오! 나의 여신님", "체포하겠어!"이다. 모두 애니메이션화나 영화화되었다.

### 캐릭터 디자인 등
- 엑스 드라이버(OVA) - 기획, 캐릭터 원안
- 갑룡전설 빌가스트(OVA) -캐릭터 원안
- piano(애니메이션) - 캐릭터 디자인
- 사쿠라 대전 시리즈(게임) - 캐릭터 원안, 그 밖에 무기의 고안 등도 같다.
- 테일즈 오브 시리즈(게임) - 캐릭터 원안
  - 테일즈 오브 판타지아
  - 테일즈 오브 더 월드 ~서모너즈 리니지~
  - 테일즈 오브 심포니아
  - 테일즈 오브 디 어비스
  - 테일즈 오브 심포니아 라타토스크의 기사
  - 테일즈 오브 베스페리아
- 건 그레이브(게임) - 메카닉 디자인
- 기동경찰 패트레이버 2 the Movie(애니메이션) - 메카닉 디자인 협력. 미니 패트롤카 러프 디자인만.
- 캬라☆멜(잡지) - 잡지 오리지널 캐릭터 〈멜〉
- 검은 장미의 발키리(게임) - 캐릭터 디자인